# Stictomorphna geochroma
Stictomorphna geochroma är en kackerlacksart som först beskrevs av Walker, F. 1868.  Stictomorphna geochroma ingår i släktet Stictomorphna och familjen jättekackerlackor. Inga underarter finns listade i Catalogue of Life.